# Distorsion (Star Trek)
 (août 2019).
Si vous disposez d'ouvrages ou d'articles de référence ou si vous connaissez des sites web de qualité traitant du thème abordé ici, merci de compléter l'article en donnant les références utiles à sa vérifiabilité et en les liant à la section « Notes et références ».
 (juin 2025).
 (juin 2025).
Motif : aucune source fiable centrée sur ce concept spécifiquement pour Star Trek. Les interwikis concernent un sujet différent car bien plus large (Distorsion dans la globalité de la science fiction)
- Archive Wikiwix
- Bing
- Cairn
- DuckDuckGo
- E. Universalis
- Gallica
- Google
- G. Books
- G. News
- G. Scholar
- Persée
- Qwant
- (zh) Baidu
- (ru) Yandex
- (wd) trouver des œuvres sur Wikidata

| 1. | Préciser le motif de la pose du bandeau. | Précisez le motif de la pose du bandeau en utilisant la syntaxe suivante : {{admissibilité à vérifier\|date=juillet 2025\|motif=remplacez ce texte par le motif}}                           |
| 2. | Informer les utilisateurs concernés.     | Pensez à avertir le créateur de l'article, par exemple, en insérant le code ci-dessous sur sa page de discussion : {{subst:avertissement admissibilité à vérifier\|Distorsion (Star Trek)}} |

Warp drive
Pour les articles homonymes, voir Distorsion.
Pour un article plus général, voir Distorsion spatiale.

Une visualisation d'un champ de distorsion. Le vaisseau repose dans une bulle d'espace normal.

Dans l'univers de fiction de Star Trek, la distorsion ou propulsion exponentielle est une déformation de l'espace qui modifie les lois de la physique pour permettre à un vaisseau d'atteindre une vitesse supraluminique. Il est ainsi opposé à l'impulsion.

## Histoire
Dans la version francophone, on parle pour la première fois de la distorsion dans l'épisode Demain sera hier (saison 1, 19e épisode). Auparavant on parlait de « vitesse facteur 4 » par exemple.

## Théorie
Le moteur à distorsion fonctionne sur le modèle de la métrique d'Alcubierre. Il déforme la texture de l'espace pour propulser le vaisseau. Dit simplement, le moteur distord l'espace, à la fois à l'avant et à l'arrière du vaisseau, lui permettant de voyager plus rapidement que la vitesse de la lumière. Spécifiquement, l'espace est contracté en avant du vaisseau et allongé derrière lui. Le vaisseau lui-même repose dans une bulle de distorsion entre les deux distorsions de l'espace ; la bulle contient ce que l'on appelle le subespace. Cet espace distordu, et la région qui la compose, fait accélérer le corps jusqu'à une "vitesse de distorsion" et le vaisseau "surfe" alors sur la vague de l'espace-temps créée par cette distorsion. 
Les voyages à des vitesses excédant la vitesse de la lumière sont possibles de cette manière parce que le vaisseau est, strictement parlant, stationnaire (immobile dans l'espace qui se trouve dans la bulle de distorsion) pendant que l'espace lui-même se déplace. Puisque l'espace lui-même se déplace et que le vaisseau n'est pas en train d'accélérer, il n'éprouve aucune dilatation temporelle, permettant le déroulement du temps à l'intérieur du vaisseau et de rester le même que celui qui se trouve à l'extérieur de la bulle de distorsion.

## Moteurs
Ce sont les nacelles de distorsion du vaisseau qui créent la bulle de distorsion qui enveloppe le vaisseau. Les vaisseaux ont habituellement deux nacelles et elles doivent être toutes les deux fonctionnelles pour être utiles. Il peut être dangereux pour des êtres vivants d'être trop près d'une nacelle fonctionnelle, c'est pourquoi elles sont normalement installées sur des pylônes.
Le moteur de distorsion fonctionne grâce à un réacteur mélangeant de l'antimatière et de la matière, du deutérium, par le biais d'hydrogène. Le mélange produit une quantité fulgurante d'énergie qui sert à la propulsion supraluminique. Afin de maitriser cette puissance, on utilise dans le réacteur des cristaux de dilithium qui servent à contrôler la réaction et à générer un champ subspatial stable, c'est-à-dire que l'on puisse utiliser sans détruire le corps en distorsion.
Le vaisseau évite les collisions avec les corps extérieurs (poussière, météorites...) à l'aide de déflecteurs de navigation (Navigational Deflector), dont le principal est placé à l'avant du vaisseau, sous la soucoupe.

## Tableau synoptique des vitesses de distorsion
- Si vous ne connaissez pas le sujet, laissez ce bandeau (vous pouvez alors contacter les auteurs).
- Si vous supprimez le contenu mis en cause (vous pouvez préalablement contacter les auteurs),

argumentez précisément cette suppression dans la page de discussion
(un manque de référence n'est pas un argument ; une recherche réelle de référence doit avoir été effectuée, être formellement documentée).
MATHÉMATIQUES DE LA DISTORSION ET DU COEFFICIENT DE LA VITESSE:
Dans la théorie le tableau ci-dessous peut se résumer en une première fonction:
Ceci a été découvert grâce à un programme génétique de 100 024 individus.{\displaystyle \left\vert \left\vert (\ln(X0)+X0*X0)((-0.613*X0(X0--0.949))\div \surd (X0))+\cos(\sin(\sin(X0)))+{\sqrt {\sqrt {\sqrt {(}}}}X0)\right\vert +\tan(-0.558)\right\vert +\cos(\tan(-0.924)+{\sqrt {-}}0.191+X0)}
Où X0 est la vitesse de distorsion.
Donc à distorsion 4 : f(4) = 101.96158232256556 = WarpCoef
Autre exemple, il est possible d'être précis comme dans la saga grâce à cette formule, exemple pour la distorsion 6.4: f(6.4) = 486.0633928229993
Cependant la formule n'est pas fiable dans le cas de dépassement de la limite théorique de 9.000 ; En fait il faudrait une nouvelle formule pour calculer la valeur exacte si l'on dépasse distorsion 9 (qui vaut 1519.8838319002466 fois la vitesse de la lumière précisément mais il y a marge d'erreur car c'est une prédiction symbolique et régressive). Ainsi dans quelque temps il sera certainement possible de gagner en précision. Le souci majeur dans l'utilisation de programme génétique symbolique et régressif est qu'outre le fait qu'il faille des processeurs puissants, il faut aussi beaucoup de RAM. 
De même si l'on veut calculer la distance parcourue avec comme unité la distance terre-soleil, il suffit d'appliquer cette formule :
{\displaystyle {({11 \over 216000}*WarpCoef) \over 2}} ; Pour une seconde.
Donc {\displaystyle ({({11 \over 216000}*WarpCoef) \over 2})*60}; Pour une minute.
De même que le choix du mode de distorsion peut être mis en équation.
Grâce à un Programme Génétique une solution a été trouvée pour remplacer un algorithme d'intelligence artificielle complexe et lourd, voici une solution possible qui est sortie avec un fitness de 0.21590491304874435 :
{\displaystyle {\sqrt {(}}\left\vert DESTX-POSX\right\vert +POSY-DESTY+\tan({\sqrt {(}}POSX))+\tan(POSY)+(POSY/(0.1+DESTX)))}
POSX,POSY sont les coordonnées d'origine.
DESTX,DESY sont les coordonnées de destination.
Implémenter dans une fonction permet de décider rapidement quelle vitesse il faut utiliser pour le voyage.
| Vitesse           | Nombre de fois la vitesse de la lumière | Durée de traversée du système solaire | Durée de voyage vers Proxima Centauri |
| ----------------- | --------------------------------------- | ------------------------------------- | ------------------------------------- |
| Distorsion 1      | 1x                                      | 11 h                                  | 4 ans, 89 jours, 1 h, 26 min          |
| Distorsion 1.8    | 8x                                      | 1 h, 23 min                           | 193 jours, 14 h, 26 min               |
| Distorsion 2      | 10x                                     | 1 h, 6 min                            | 154 jours, 21 h, 8 min                |
| Distorsion 3      | 39x                                     | 17 min                                | 39 jours, 17 h, 7 min                 |
| Distorsion 4      | 102x                                    | 7 min                                 | 15 jours, 4 h, 26 min                 |
| Distorsion 5      | 214x                                    | 3 min                                 | 7 jours, 5 h, 42 min                  |
| Distorsion 6      | 392x                                    | 2 min                                 | 3 jour, 22 h, 49 min                  |
| Distorsion 7      | 656x                                    | 1 min                                 | 2 jours, 8 h, 40 min                  |
| Distorsion 8      | 1024x                                   | 39 s                                  | 1 jour, 12 h, 18 min                  |
| Distorsion 9      | 1516x                                   | 26 s                                  | 1 jour, 0 h, 31 min                   |
| Distorsion 9.6    | 1909x                                   | 21 s                                  | 19 h, 28 min                          |
| Distorsion 9.99   | 7912x                                   | 5 s                                   | 4 h, 42 min                           |
| Distorsion 9.9999 | 199516x                                 | 0,2 s                                 | 11 min, 10 s                          |
| Distorsion 10     | INFINI                                  | -                                     | -                                     |

La distance choisie dans le tableau pour représenter le système solaire est le grand axe de l’orbite de Pluton. Il mesure environ 11,8 milliards de kilomètres. 
La vitesse de distorsion est une valeur asymptote, en théorie limitée à un facteur 10 : à une telle vitesse, le corps dans la distorsion occupe tous les points de l'univers simultanément, ce qui théoriquement est impossible. Néanmoins plusieurs violations ont lieu dans l'univers de Star Trek.
Par ailleurs, il arrive souvent que les valeurs du tableau ne soient pas respectées.  Par exemple dans l'épisode Les trente-septiens, Tom Paris indique que le Voyager peut aller à la vitesse maximum de distorsion 9,965, qui représente 6 milliards de kilomètres à la seconde, soit 20 000 fois la vitesse de la lumière.
À distorsion 9.965 à 6 milliards de kilomètres à la seconde le temps pour retourner sur Terre serait de 3 ans et demie et non pas de 70 ans comme il est mentionné plusieurs fois dans la série. Pour prendre 70 ans la distorsion 9.965 serait de 1000 fois celle de la lumière soit 300 millions de kilomètres à la seconde. Par contre il est impossible de maintenir cette vitesse plus de quelques minutes sans surchauffe du réacteur tel qu'il est mentionné lorsque le Voyager tente de fuir un cube Borg. Donc on peut supposer qu'il y a une vitesse de croisière plus faible qui peut être maintenue à long terme, d'où l'estimation des 70 ans pour retourner sur Terre. On peut donc supposer que les 6 milliards de kilomètres à la seconde sont réalistes, mais pour de très courts moments.

### Atteinte de la distorsion 10
Bien que cela soit théoriquement impossible, la distorsion 10 est atteinte à plusieurs reprises dans Star Trek.
Elle est atteinte par Tom Paris, dans Star Trek: Voyager, saison 2, épisode 15 («Le Seuil», Threshold) :
Capitaine Kathryn Janeway : « Vous rappelez-vous ce qui s'est passé ? »
Tom Paris : « Oh oui. Je regardais... Je regardais l'indicateur de vitesse qui disait distorsion 10. Et je me suis soudain rendu compte que je pouvais me voir. Je voyais l'extérieur de la navette, le Voyager, l'intérieur du Voyager. L'intérieur de cette pièce. Pendant un moment, j'étais partout à la fois. Littéralement partout, capitaine. Avec les Kazons, à la maison, avec les Klingons. Tout était là. Je ne sais pas comment l'expliquer. C'était comme... Non, rien ne peut décrire ce que c'était. »
À la suite de cette expérience, Tom Paris subit un processus accéléré d'évolution biologique. Notons toutefois que cet épisode est considéré par certains comme le plus mauvais des épisodes Star Trek et que Brannon Braga, son auteur, le considère comme un gros navet fumant. Autrement dit, tous les évènements de Threshold sont considérés non-officiellement non-canoniques par les fans et par son auteur Référence VO.
Elle a été atteinte également par l'Enterprise, dans Star Trek : La Nouvelle Génération, saison 1, épisode 6 (Où l'homme surpasse l'homme - Where No One Has Gone Before), lors d'essais durant lesquels un Voyageur propulse par accident le vaisseau hors de la Voie lactée, puis dans un espace inconnu où la matière et la pensée tendent à se confondre.
Dans la série originale l'Enterprise atteint brièvement la vitesse de distorsion 10 lorsque la sonde autonome intelligente construite 2 siècles auparavant par un ancêtre de Kirk améliore les moteurs.
Dans TNG, Toutes les bonnes choses… épisode 7x25/26, le vaisseau commandé par l'amiral William T. Riker ainsi que le navire-hôpital commandé par le capitaine Beverly Crusher atteignent la distorsion 13.